# La Foudre
«Фудр» (фр. La Foudre - «Блискавка») — французький гідроавіаносець, перший у світі. Шостий корабель з такою назвою у ВМС Франції.

## Історія створення
«Фудр» був закладений 9 червня 1892 року на верфі «Chantiers de la Girond» в Бордо як міноносець. Спущений на воду 20 жовтня 1895 року, вступив у стрій у 1896 році.
У 1907 році був переобладнаний на плавучу майстерню, у 1910 році - на мінний загороджувач.
У 1911 році на верфі в Тулоні «Фудр» був переобладнаний на гідроавіаносець, здатний нести від 4 до 8 літаків. Для цього в носовій частині корабля була встановлена злітна палуба. Літаки сідали на поверхню води і піднімались на борт корабля за допомогою крана.

## Історія служби
Після переобладнання на гідроавіаносець «Фудр» брав участь у маневрах флоту, в яких відпрацьовувалась конструкція літаків, а також тактика їх застосування.
Під час Першої світової війни «Фудр» з 8 літаками на борту, брав участь у бойових діях. Він надавав допомогу Чорногорії,  брав участь в обороні Суецького каналу та Дарданельській операції. Корабель базувався в Порт-Саїді та Мудросі (о. Лемнос), де одночасно виконував роль плавучої бази для підводних човнів.
1 грудня 1921 року корабель був виключений зі списків флоту і зданий на злам.

## Галерея

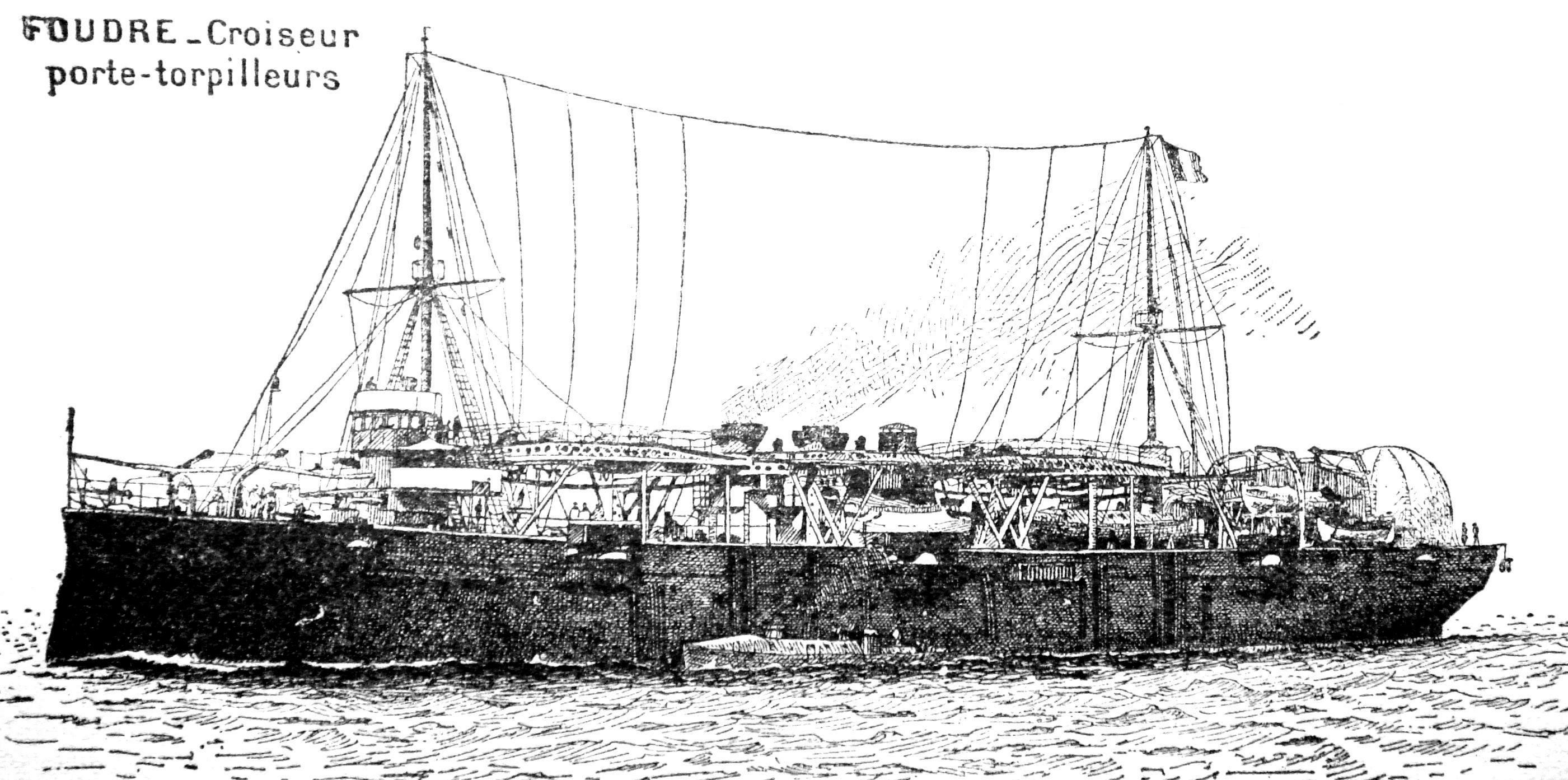
«Фудр» як мінний транспорт
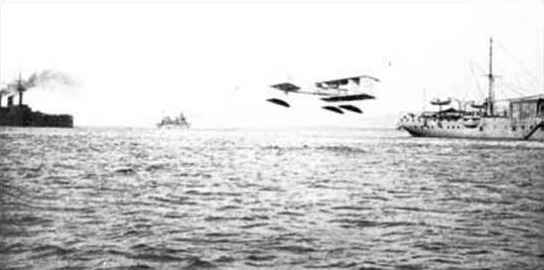
Відпрацювання запуску літаків з борта «Фудра», 1912 рік
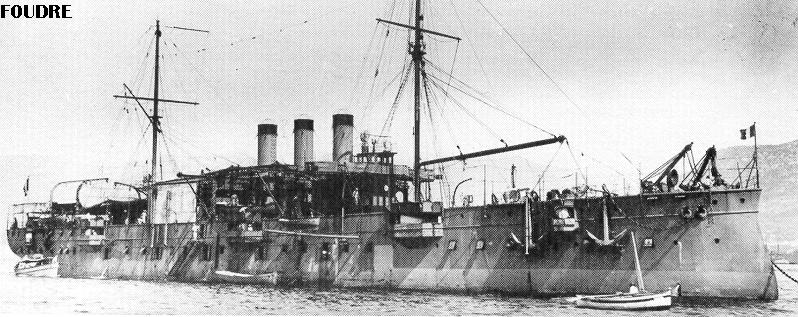
«Фудр», 1914 рік
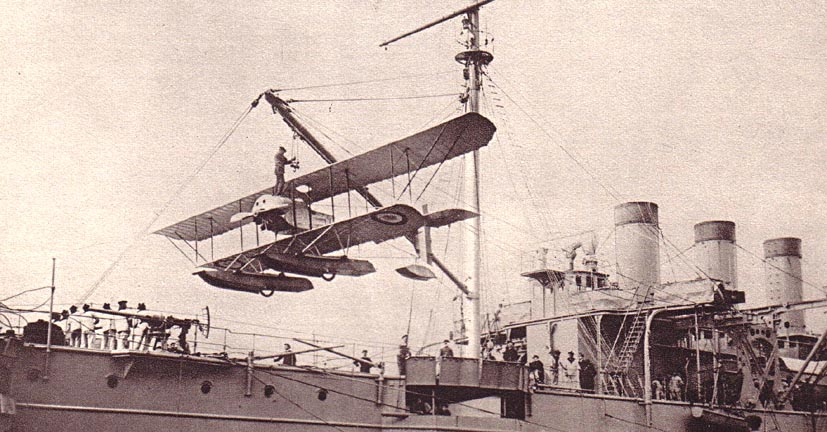
Підйом літака на борт «Фудра»